# Bamba (Koro)
Pour les articles homonymes, voir Bamba.
Bamba est une commune rurale du Mali, de l'arrondissement de Diankabou, dans le cercle de Koro et la région de Bandiagara.

## Villages
La commune s'étend sur 28 localités relevées lors du recensement général de 2009. 
Les villages les plus peuplés sont :
- Kaouli (1 029 habitants)
- Irebane (918 habitants)
- Yandassongo (883 habitants)